# Vizi di famiglia
Vizi di famiglia (Rumor Has It...) è un film del 2005 diretto da Rob Reiner ed interpretato da Jennifer Aniston, Kevin Costner, Shirley MacLaine e Mark Ruffalo.

## Trama
Sarah Huttinger è una giornalista di scarso successo fidanzata con Jeff Daly, un giovane avvocato che le ha chiesto di sposarlo. Indecisa sul senso da dare alla propria vita, parte con lui alla volta di casa, in occasione del matrimonio della sorella minore Annie.
La madre di Sarah morì quando lei aveva nove anni, e da allora le forti diversità rispetto al papà, Earl, e alla sorella l'hanno spinta a credere di non essere realmente figlia di suo padre, in cui non si riconosce. Durante la cerimonia del matrimonio della sorella, Sarah viene a scoprire da sua nonna Katharine Richelieu che effettivamente la madre ebbe un'avventura con un compagno di scuola, Beau Burroughs, esattamente nove mesi prima che lei nascesse. Volendo approfondire la questione, Sarah viene a scoprire che Beau altri non fu che l'ispiratore del film Il laureato, e che la storia narrata in quest'opera era quella della sua famiglia. Beau ebbe rapporti con la nonna Katharine e successivamente con la figlia, ovvero la madre di Sarah.
Decisa a scoprire la verità, Sarah parte per incontrare il presunto padre, ora diventato un miliardario appagato e seducente. Confrontatasi con lui, viene a scoprire che Beau soffre di sterilità, causata da un calcio sferratogli involontariamente dal padre di Sarah durante una partita di calcio. Arrovellata dal dubbio sul suo rapporto con Jeff, e scoperto che Beau non può essere il padre, Sarah si innamora dell'uomo e si unisce a lui. Indecisa sul suo futuro, Sarah prosegue la sua storia con Beau, mentre Jeff, preoccupato, cerca di rintracciarla in ogni modo. La troverà a una festa, mentre balla abbracciata e dedita a un lungo bacio con l'uomo. Offeso e arrabbiato Jeff abbandona Sarah, che si rende conto in quel momento di amarlo realmente.
Tornata a casa dalla nonna, a Pasadena, Sarah racconta ogni cosa a lei e affronta la crisi matrimoniale della sorella Annie, scoprendo di essere legata realmente alla sua famiglia, e di avere cercato un passato immaginario che non corrispondeva al vero. Cercata da Beau, quest'ultimo si trova a confrontarsi con Katharine, e successivamente con Sarah, che lo abbandona per sempre. Parlando col padre, Sarah scopre che lui sapeva tutto ma anche che aveva perdonato la moglie, sapendo che il vero amore supera ogni problema. Con questa convinzione Sarah si riavvicina a Jeff che, perdonandola, la sposerà poco tempo dopo.

## Accoglienza
Il film fu un moderato successo al botteghino. Con un sostanzioso budget di 70 milioni di dollari, la pellicola ne incassò poco più di 43 milioni solo negli Stati Uniti, e quasi altri 46 milioni a livello internazionale, per un totale di quasi 89 milioni di dollari.